# باشگاه فوتبال آدانااسپور
آدانااسپور (انگلیسی: Adanaspor) یک باشگاه حرفه‌ای فوتبال در شهر آدانا و کشور ترکیه است. این باشگاه در سال ۱۹۵۴ میلادی بنیان‌گذاری شده‌است. آدانااسپور هم‌اکنون در لیگ دسته اول فوتبال ترکیه حضور دارد.

## افتخارات
- سوپر لیگ ترکیه
  - نایب قهرمانی (۱): ۸۱–۱۹۸۰
  - سومی (۱): ۷۶–۱۹۷۵
- لیگ دسته اول ترکیه
  - قهرمانی (۳): ۷۱–۱۹۷۰، ۸۸–۱۹۸۷، ۱۶–۲۰۱۵
- لیگ دسته دوم ترکیه
  - نایب قهرمانی (۱): ۰۸–۲۰۰۷
- لیگ دسته سوم ترکیه
  - قهرمانی (۱): ۰۷–۲۰۰۶